# Ninfeo (ciudad)

Ninfeo y otras antiguas colonias griegas a lo largo de la costa norte del Mar Negro.

Ninfeo (Νυμφαιων en griego, Nymphaeum en latín, Нимфей en ruso) fue un importante núcleo comercial del Reino del Bósforo, situado en la orilla crimea del Estrecho de Kerch, a unos 17 kilómetros al sur de Panticapea.

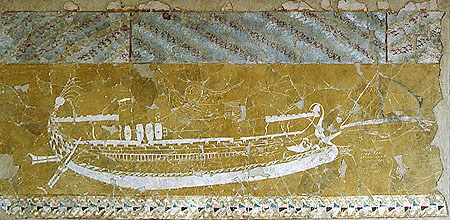
Imagen de un barco en la pared de un templo de Ninfeo.

Había aquí un asentamiento escita antes de que los colonos griegos establecieran un emporio en el lugar en el siglo VI a. C. La ciudad emitió su propia moneda y prosperó de forma generalizada en el periodo de la Antigüedad Clásica, cuando su ciudadanía controlaba el comercio de cereales, que eran vitales para el bienestar de toda Grecia. Atenas la eligió como su principal base militar en la región alrededor del año 444 a. C., y Gilón, abuelo de Demóstenes, fue desterrado de Atenas por traicionar a Ninfeo durante la guerra del Peloponeso. Anexionada al Reino del Bósforo a finales del siglo, la ciudad fue decayendo gradualmente aunque tuvo un breve redescubrimiento en los primeros siglos del I milenio. Desde el siglo II sufrió una barbarización creciente de sármatas hasta que los godos la destruyeron a mediados del siglo III.
La ciudad ocupaba una pequeña colina a la orilla del mar. La acrópolis contenía un templo dedicado a Afrodita (con varias estancias) y uno dedicado a los Cabiros. La explanada inferior, a la altura del mar, contenía el santuario de Deméter, erigido por primera vez en el siglo VI a. C. y reconstruido varias veces. Otras ruinas indican que la arquitectura de la ciudad era inusualmente refinada, tal vez la más sofisticada del Reino del Bósforo. Hay una estructura sin parangón en el mundo helénico: se remonta al siglo III a. C. y está hecho de marga rosa. En el lugar se han hallado también figuritas de terracota, instalaciones vinícolas (las más antiguas de la orilla septentrional del Mar Negro) y varios enterramientos de caballos, asociados con los sármatas.